# Rosalba Bustamante
Rosalba Bustamante (Oaxaca, México) es una fotógrafa mexicana.

## Biografía
Es egresada de la carrera de médico cirujano en la Universidad Autónoma de Guadalajara (UAG), con especialidad en traumatología y ortopedia por parte de la Universidad Nacional Autónoma de México. Inició su carrera artística incursionando en la música y el canto, donde participó en coros y percusiones menores en la peña El Sapo Cancionero en el Estado de México. En 2010 comenzó sus estudios de fotografía en la Escuela Activa de Fotografía de Echegaray, también en el Estado de México. En el Centro de las Artes San Agustín y en el Centro Fotográfico Manuel Álvarez Bravo, ambos en Oaxaca. En 2015 ingresó a la Fundación Cultural Bustamante para encargarse de los relacionado con la fotografía y las relaciones públicas. Además, fue parte del programa de Incubadora de Fotolibros Hydra + Fotografía 2019, donde publicó Miembro Fantasma (2022) en colaboración con la diseñadora Yijun Zhou. Mientras que, desde 2020 es parte del colectivo Almácigo Bordadoras. 

## Estilo artístico
Además de trabajar con fotografía digital, utiliza técnicas analógicas experimentales, como la fotografía estenopeica para realizar solarigrafías, y el fotobordado. En su obra explora su historia de vida a través de un enfoque que combina lo personal con lo profesional. Se centra principalmente en la fotografía de paisaje, de autorretrato y de objetos.

## Exposiciones
Ha expuesto de manera individual y colectiva en diversas ciudades entre las que destacan: 
- Insurrectas, Museo Archivo de la Fotografía (Ciudad de México, 2025).[7]
- Urdimbre, Casa Bestia (Oaxaca, 2023).[8]
- Flujo, A.M. Café (Oaxaca, 2019).
- Catarsis, Universidad Autónoma Benito Juárez de Oaxaca (Oaxaca, 2018).[9]
- Fragmentario, III Bienal de Fotografía Oaxaca (Oaxaca, 2018).
- Haluros de plata y pixeles, Casa de la Cultura Oaxaqueña (Oaxaca, 2017).

## Premios y reconocimientos
Entre los premios y reconocimientos que ha obtenido se encuentran:
- En 2018, fue finalista en el Premio Latinoamericano para maquetas FELIFA-FUTURA en Argentina.
- En 2018, obtuvo la mención honorífica en el noveno concurso nacional de fotografía Imágenes y sonidos de México: música y danzas tradicionales que se celebró en México.
- En 2010, ganó el premio del público en los festejos del centenario de la UNAM, con la fotografía Cirujanos en formación también en México.